# تروند براين
تروند براين (بالنرويجية البوكمول: Trond Brænne)‏ هو كاتبللأطفال وكاتب وممثل نرويجي، ولد في 31 يوليو 1953 في النرويج، وتوفي بنفس المكان في 16 مارس 2013 بسبب سكتة.

## وصلات خارجية
- تروند براين على موقع IMDb (الإنجليزية)
- تروند براين على موقع ألو سيني (الفرنسية)
- تروند براين على موقع ميوزك برينز (الإنجليزية)
- تروند براين على موقع قاعدة بيانات الأفلام السويدية (السويدية)
- تروند براين على موقع قاعدة بيانات الفيلم (الإنجليزية)
- تروند براين على موقع كينوبويسك (الروسية)